# Rohrbacher Teiche
Das Naturschutzgebiet Rohrbacher Teiche liegt auf dem Gebiet der Gemeinde Belgershain im Landkreis Leipzig in Sachsen. Es erstreckt sich nördlich und nordöstlich von Rohrbach, einem Ortsteil von Belgershain, und südöstlich des Kernortes Belgershain. Am westlichen Rand des Gebietes, das den Mühl-, den Mittel- und den Großteich umfasst, verläuft die Kreisstraße K 7926, westlich und südlich fließt der Göselbach.

## Bedeutung
Das 77,87 ha große Gebiet mit der NSG-Nr. L 19 wurde im Jahr 1990 unter Naturschutz gestellt.